# アキレ・オケット
アキレ・オケット（Achille Occhetto, 1936年3月3日 - ）は、イタリアの政治家。代議院（下院）議員、イタリア共産党書記長（第7代）、左翼民主党書記長（初代）、元老院（上院）議員、欧州議会議員（2期）を歴任した。

## 概要
トリノ生まれ。1988年から1991年まで、イタリア共産党 (PCI) の書記長を務める。1991年には、主流派を率いて左翼民主党 (PDS) を結成。1994年総選挙で敗北した責任をとり、書記長を辞任。